# 縠州
縠州，中国唐朝时设置的州。
武德四年（621年）置谷州，治所在太末县（今浙江省龙游县城北衢江北岸穀波亭一带）。辖今浙江龙游县。下辖太末县、白石县（今浙江省龙游县灵山乡）。武德八年（625年）废谷州。